# Artem Šuljans'kyj
Artem Kostjantynovyč Šuljans'kyj (in ucraino Артем Костянтинович Шулянський?; Kiev, 11 aprile 2001) è un calciatore ucraino, centrocampista dell'Oleksandrija.

## Caratteristiche tecniche
È un'ala sinistra.

## Carriera
Ha sempre giocato in Prem"jer-liha, la massima divisione del campionato ucraino, debuttando con la maglia dell'Oleksandrija il 25 agosto 2022.